# Старообрядческая моленная в Гурилишках
Старообрядческая моленная в Гурилишках — старообрядческая церковь, расположенная в селе Гурилишки Резекненского края Латвии. Входит в состав Сакстагалского прихода Древлеправославной Поморской Церкви Латвии

## История
В течение XIX века в Гурилишках закрывалась, возобновлялась, сносилась и снова строилась моленная.
В 1915—1916 годах возведен нынешний молельный дом, в формах, характерных для старообрядческих традиций. В 1920—1929 годах достроен сводчатый деревянный потолок в восточной части храма (1928—1929), под руководством Никиты Графа на три венца подняты стены (1932), выстроена колокольня и выполнены отделочные работы. Обустройство храма было закончено установкой колокола в 1939 году.

## Описание молельного дома
Имеет прямоугольный план. Есть молитвенное помещение и притвор с симметричными подсобными помещениями. Над крышей — колокольня также в плане квадрата.